# 제1기 뤼티 내각
제1기 뤼티 내각(핀란드어: Rytin ensimmäinen hallitus 뤼틴 엔심매이넨 할리투스[*])은 핀란드 공화국의 스물 한 번째 내각이다. 1939년 12월 1일부터 1940년 3월 27일까지 지속되었다. 다수여당내각이었다.
내각 지속기간 중에 겨울전쟁이 종전되었다.
| 직책                                                     | 성명                      | 재임기간                        | 정당 | 정당       |
| -------------------------------------------------------- | ------------------------- | ------------------------------- | ---- | ---------- |
| 총리 Pääministeri                                        | 리스토 뤼티               | 1939년 12월 1일–1940년 3월 27일 |      | 국민진보당 |
| 외무장관 Ulkoasiainministeri                             | 배이뇌 탄네르             | 1939년 12월 1일–1940년 3월 27일 |      | 사회민주당 |
| 법무장관 Oikeusministeri                                 | 요한 오토 쇠데르혤름      | 1939년 12월 1일–1940년 3월 27일 |      | 스웨덴인당 |
| 방위장관 Puolustusministeri                              | 유호 니우카넨             | 1939년 12월 1일–1940년 3월 27일 |      | 농업동맹   |
| 내무장관 Sisäasiainministeri                             | 에른스트 폰 보른          | 1939년 12월 1일–1940년 3월 27일 |      | 스웨덴인당 |
| 재무장관 Valtiovarainministeri                           | 마우노 페칼라             | 1939년 12월 1일–1940년 3월 27일 |      | 사회민주당 |
| 교육장관 Opetusministeri                                 | 우노 한눌라               | 1939년 12월 1일–1940년 3월 27일 |      | 농업동맹   |
| 농무장관 Maatalousministeri                              | 페카 헤이키넨             | 1939년 12월 1일–1940년 3월 27일 |      | 농업동맹   |
| 농무장관보 Apulaismaatalousministeri                     | 유호 코이비스토           | 1939년 12월 1일–1940년 3월 27일 |      | 농업동맹   |
| 운수공공장관 Kulkulaitosten ja yleisten töiden ministeri | 배이뇌 살로바라           | 1939년 12월 1일–1940년 3월 27일 |      | 사회민주당 |
| 상공장관 Kauppa- ja teollisuusministeri                  | 배이뇌 코틸라이넨         | 1939년 12월 1일–1940년 3월 27일 |      | 무소속     |
| 사회장관 Sosiaaliministeri                               | 카를아우구스트 파게르홀름 | 1939년 12월 1일–1940년 3월 27일 |      | 사회민주당 |
| 국민원조장관 Kansanhuoltoministeri                       | 라이너 폰 피안트          | 1939년 12월 1일–1940년 3월 27일 |      | 무소속     |
| 무임소장관 Salkuton ministeri                            | 유호 쿠스티 파시키비      | 1939년 12월 1일–1940년 3월 27일 |      | 국민연합당 |

| 전임 제3차 카얀데르 내각 | 제21대 핀란드 공화국의 내각 1939년 12월 1일–1940년 3월 27일 | 후임 제2차 뤼티 내각 |